# Bernd Stange
Bernd Walter Stange (nacido el 14 de marzo de 1948) es un entrenador de fútbol alemán que dirigió por última vez la Selección nacional de Siria.
Durante su carrera como jugador, jugó para Chemie Gnaschwitz, Vorwärts Bautzen y HSD DHfK Leipzig como defensor.

## Carrera

### Como jugador
Nacido en Gnaschwitz, Doberschau-Gaußig, una ciudad sorbia de Sajonia , Stange comenzó a jugar a una edad temprana y fue llamado al equipo juvenil de Alemania Oriental. Continuó jugando para Chemie Gnaschwitz en las divisiones inferiores hasta 1965, seguido de un año en Vorwärts Bautzen. En 1966 se unió a HSD DHfK Leipzig, jugando hasta retirarse en 1970, mientras también estudiaba en el DHfK Leipzig para convertirse en profesor de deportes.

### Como entrenador
| Periodo   | Club                             |
| --------- | -------------------------------- |
| 1970–1971 | FC Carl Zeiss Jena (juvenil)     |
| 1971–1978 | FC Carl Zeiss Jena (asistente)   |
| 1978–1980 | Alemania Democrática Sub-21      |
| 1980–1982 | Alemania Democrática (asistente) |
| 1982–1988 | Alemania Democrática             |
| 1989–1991 | FC Carl Zeiss Jena               |
| 1991–1992 | Hertha BSC                       |
| 1993–1994 | VfB Leipzig                      |
| 1995–1996 | FC Dnipro Dnipropetrovsk         |
| 1996–1997 | CSKA-Borysfen Kyiv               |
| 1997–1998 | Carl Zeiss Jena                  |
| 1998–2001 | Perth Glory FC                   |
| 2001      | Omán                             |
| 2002–2004 | Irak                             |
| 2005–2007 | Apollon Limassol                 |
| 2007–2011 | Bielorrusia                      |
| 2013–2016 | Singapur                         |
| 2018–2019 | Siria                            |

## Enlaces Externos
- Wikimedia Commons alberga una categoría multimedia sobre Bernd Stange.

- Datos: Q661722
- Multimedia: Bernd Stange / Q661722